# Ligne 1 du métro de Bilbao
Pour les articles homonymes, voir Ligne 1.
La ligne 1 du métro de Bilbao, ouverte en 1995, est une des trois lignes du réseau métropolitain de l'agglomération de Bilbao. Elle relie la commune d'Etxebarri à Plentzia en desservant Bilbao, la rive droite de la ria de Bilbao et certaines communes de la division d'Uribe-Kosta, le tout sur 29 stations.

## Tracé et stations

plan de la ligne 1 du métro de Bilbao.

La ligne comprend 29 stations sur un parcours de 33,3 km entre les stations Etxebarri au sud à Plentzia au nord. Elle est en correspondance avec les lignes 2 et 3 du métro, le tramway de Bilbao, les lignes E1, E3 et E4 du réseau Euskotren ainsi que les lignes C1 et C2 des Cercanías Bilbao.

## Stations
|  |   |  | Station          | Zone | Communes      | Correspondances |
|  | - |  | ---------------- | ---- | ------------- | --------------- |
|  | o |  | Plentzia         | C    | Plentzia      |                 |
|  | o |  | Urduliz          | C    | Urduliz       |                 |
|  | o |  | Sopela           | C    | Sopela        |                 |
|  | o |  | Larrabasterra    | C    | Larrabasterra |                 |
|  | o |  | Berango          | B1   | Berango       |                 |
|  | o |  | Ibarbengoa-Getxo | B1   | Getxo         |                 |
|  | o |  | Bidezabal        | B1   | Getxo         |                 |
|  | o |  | Algorta          | B1   | Getxo         |                 |
|  | o |  | Aiboa            | B1   | Getxo         |                 |
|  | o |  | Neguri           |      | Getxo         |                 |
|  | o |  | Gobela           |      | Getxo         |                 |
|  | o |  | Areeta           |      | Getxo         |                 |
|  | o |  | Lamiako          |      | Leioa         |                 |
|  | o |  | Leioa            |      | Leioa         |                 |
|  | o |  | Astrabudua       |      | Erandio       |                 |
|  | o |  | Erandio          |      | Erandio       |                 |
|  | o |  | Lutxana          |      | Erandio       |                 |
|  | o |  | San Inazio       |      | Bilbao        | L2              |
|  | o |  | Sarriko          |      | Bilbao        | L2              |
|  | o |  | Deusto           |      | Bilbao        | L2              |
|  | o |  | San Mamés        |      | Bilbao        | L2              |
|  | o |  | Indautxu         |      | Bilbao        | L2              |
|  | o |  | Moyua            |      | Bilbao        | L2              |
|  | o |  | Abando           |      | Bilbao        | L2              |
|  | o |  | Casco Viejo      |      | Bilbao        | L2              |
|  | o |  | Santutxu         |      | Bilbao        | L2              |
|  | o |  | Basarrate        |      | Bilbao        | L2              |
|  | o |  | Bolueta          |      | Bilbao        | L2              |
|  | o |  | Etxebarri        |      | Bilbao        | L2              |

## Historique
Les travaux de construction commencent en 1988 avec l'enfouissement de la ligne de chemin de fer entre Bilbao et Plentzia. Un concours est lancé pour l'architecture des futures stations, qui est remporté par Norman Foster. Les travaux se poursuivent les années suivantes par la réalisation de la traversée souterraine au centre de Bilbao.
Le 11 novembre 1995, la ligne est inaugurée par le président du gouvernement basque José Antonio Ardanza et mise en service entre Casco Viejo et Plentzia sur un parcours comprenant 23 stations. Le 24 juin 1996, la station Gobela, située entre Areeta et Neguri, dans la commune de Getxo, est ouverte aux voyageurs.
Le 5 juillet 1997, un prolongement est mis en service au sud avec les trois stations Santutxu, Basarrate et Bolueta.
1999 voit le lancement des travaux du pôle multimodal de San Mamés, qui est inauguré en 2004, où sont en correspondance les chemins de fer de la Renfe, EuskoTran, les bus situés à la gare routière dénommée Termibús, et évidemment les deux lignes du métro.
Le 8 janvier 2005, un premier prolongement au sud est ouvert jusqu'à Etxebarri, puis un second le 28 février 2011, jusqu'à Ariz sur la commune de Basauri. Les lignes 1 et 2 sont enfin prolongées jusqu'à la station Basauri le 11 novembre suivant. La ligne 1 est finalement limitée au sud à Etxebarri.
Le 15 juin 2020, la station Ibarbengoa, construite depuis 2011 entre les stations Bidezabal et Berango est finalement ouverte au public. Le projet initial de la ligne est alors terminé.

## Traduction
- (es) Cet article est partiellement ou en totalité issu de l’article de Wikipédia en espagnol intitulé « Línea 1 (Metro de Bilbao) » (voir la liste des auteurs).